# Крушуна
Крушу̀на е село в Северна България. То се намира в община Летница, област Ловеч, на 7 km южно от общинския център Летница.

## История
Селото е един от центровете на партизанското движение преди 1944 г. В центъра на Крушуна има паметник на загиналите антифашисти от селото.

## Население
Численост и дял на етническите групи според преброяването на населението през 2011 г.:
|                     | Численост | Дял (в %) |
| Общо                | 398       | 100,00    |
| Българи             | 244       | 61,30     |
| Турци               | 116       | 29,14     |
| Цигани              | 0         | 0,00      |
| Други               | 0         | 0,00      |
| Не се самоопределят | 0         | 0,0       |
| Неотговорили        | 2         | 0,50      |

## Обществени институции
В близост до село Крушуна е разположена първата фабрика за катерачни стени на българската фирма Walltopia.

## Забележителности
- Крушунски водопади – на 1 km южно от центъра на селото
- Природна забележителност „Маарата“
- Множество пещери – Урушка маара
- Църква „Св. Архангел Михаил” - храмът в селото е от XIX век. Строителството започва през 1886 година и продължава четири години. При градежа са използвани материали от средновековния Крушунски манастир. Църквата е осветена на празника на архангел Михаил на 21 ноември 1890 година от Търновския митрополит Климент. Стенописите и иконостасните икони са дело на Васил Генков, зограф от Тревненската школа[4].

## Редовни събития
- 21 ноември – традиционен събор на селото.

## Личности
- Моньо Минев (Крачун) (1918 – 1944), първият партизанин от Ловешко, партизански отряд „Христо Кърпачев“
- Сава Ганчев (Адмирала), български морски офицер, партизанин от партизански отряд „Христо Кърпачев“
- Иван Петров (р. 1926), български офицер, генерал-лейтенант
- Емилия Евгениева, доцент доктор в Института по педагогика при Софийския университет.